# Universidade de Tulsa
A Universidade de Tulsa (em inglês:  University of Tulsa) é uma universidade privada norte-americana, localizada em Tulsa, Oklahoma. É de propriedade da Igreja Presbiteriana. Fundada em 1894, tem 4.597 estudantes (3.428 alunos de graduação e 1.169 de pós-graduação).
Suas equipes esportivas competem pela Divisão I da NCAA.